# Ithamar
Ithamar (o, de vegades,Ythamar) fou el primer bisbe d'Anglaterra de naixement saxó i no pas consagrat pels irlandesos o d'entre els missionaris romans agustinians. També fou el primer saxó bisbe de Rochester.